# Microsoft
Microsoft Corporation este o companie multinațională americană de tehnologie cu sediul în Redmond, Washington. Cele mai cunoscute produse de software ale Microsoft software products este linia de sisteme de operare Windows, suita de aplicații de productivitate Microsoft 365 și browserul web Edge. Produsele sale emblematice de hardware sunt linia de console de jocuri video Xbox și gama de computere personale cu ecran tactil Microsoft Surface. Microsoft a fost clasat pe locul 14 în clasamentul Fortune 500 al celor mai mari companii din Statele Unite după veniturile totale; a fost cel mai mare producător de software după venituri din 2022. Este considerată una din companiile Big Five de tehnologie a informației, alături de Alphabet (compania părinte a Google), Amazon, Apple și Meta Platforms.
Microsoft a fost fondat de Bill Gates și Paul Allen pe 4 aprilie 1975, ca să dezvolteze și vinde interpretoare BASIC pentru Altair 8800. A crescut dominând piața sistemelor de operare pentru computere personale cu MS-DOS în mijlocul anilor 1980, urmat de Windows. Oferta publică inițială din 1986 a companiei și ascensiunea sa ulterioară în cota sa de prețuri au creat trei miliardari și aproximativ 12,000  de milionari printre angajații Microsoft. Din anii 1990, s-a diversificat din ce în ce mai mult de la piața sistemelor de operare și a realizat o mulțime de achiziții corporative, cu cea mai mare fiind Activision Blizzard pentru 68,7 miliarde de $ pe 13 octombrie 2023.
Din 2015, Microsoft  este dominant de piață în piața sistemului de operare IBM compatibilă și pe piața software-ului de birou, deși a pierdut majoritatea din piața sistemelor de operare la Android. Compania produce de asemenea o gamă largă de alte software-uri de consum și întreprindere pentru desktop-uri, laptopuri, file, gadgeturi și servere inclusiv motoare de căutare pe internet (cu Bing), piața serviciilor digitale (prin MSN), realitate mixtă (HoloLens), cloud computing (Azure), și dezvoltare software (Visual Studio).
Steve Ballmer a înlocuit pe Gates ca CEO în 2000 și ulterior a conceput o strategie de "dispozitive și servicii". Aceasta s-a terminat cu Microsoft cumpărând Danger Inc. în 2008, intrând în piața producției de computere personale pentru prima oară în iunie 2012 cu lansarea gamei Microsoft Surface de calculatoare tabletă, și mai târziu formând Microsoft Mobile prin achiziția diviziei de dispozitive și servicii a Nokia. De când Satya Nadella a devenit CEO în 2014, compania s-a redus la hardware și s-a concentrat în schimb pe cloud computing, o mutare care a ajutat acțiunile companiei să ajungă la cea mai mare valoare din decembrie 1999.
Detronată anterior de Apple în 2010, Microsoft și-a recâștigat poziția în 2018 ca cea mai valoroasă companie cotată la bursă din lume. În aprilie 2019, Microsoft a atins o capitalizare pe piață de un trilion de dolari, devenind a treia companie americană care să fie valorată la peste 1 trilion de $ după Apple și Amazon respectiv. La data de 2022, Microsoft are a patra cea mai mare valoare de brand globală.
Microsoft a fost criticat pentru practicile sale monopoliste și software-ul companiei a fost criticat pentru probleme cu ușurință în utilizare, robustețe și securitate.

## Istorie
În anul 1975 Bill Gates și Paul Allen înființează compania numită Microsoft.
 Pe 10 noiembrie 1983 la Hotelul Plaza din New York City, Microsoft Corporation a anunțat oficial Microsoft Windows, un sistem de operare de ultimă generație care ar oferi o interfață grafică de utilizator (GUI) și un mediu multitasking pentru computerele IBM. 
Microsoft a introdus suita sa de birou Microsoft Office în 1990. Aplicațiile incluse office software separate pentru productivitate cum ar fi Microsoft Word și Microsoft Excel. 
Pe 22 mai 1990 a fost lansat Windows 3.0 a avut un manager de program de îmbunătățit și sistemul de icoane, un manager de fișier nou, sprijin pentru șaisprezece culori, viteză îmbunătățită și fiabilitate. 
Windows 95 a fost lansat în 24 august 1995 care a inclus un TCP integrat / IP stack, Dial-Up Networking și suport pentru nume lungi de fișiere.

## Produse software
- Microsoft Windows - sistem de operare
- Windows Live
- Internet Explorer - browser
- Microsoft Office - suită de programe pentru birou
- Windows Media Player - redare media
- Microsoft SQL Server
- Visual Studio
- Microsoft Frontpage - editor HTML
- Microsoft Encarta - enciclopedie
- Microsoft Dynamics
- Expression
- Math
- Microsoft Money
- Windows Virtual PC
- TypeScript

## Tehnologii
- DirectX
- Active Directory
- MSN Search
- .NET
- Windows Media
- PlaysForSure
- App-V
- Hyper-V
- Silverlight
- Windows Embedded
- Mediaroom
- Microsoft Auto
- Microsoft Tag
- HDi

## Produse hardware
- maus, trackball
- tastatură
- Xbox, Xbox 360, Xbox One - console de jocuri
- SideWinder - familie de console de jocuri (controllere de jocuri)
- FingerPrint - cititor de amprente
- Zune - dispozitiv mobil multimedia
- Microsoft Surface - calculator tabletă (disponibil pe piață începând din octombrie 2012)

## Achiziții
În august 2008 Microsoft a achiziționat compania de sondaje online Greenfield Online pentru suma de 486 milioane dolari. Prin preluarea acestei companii de Internet, Microsoft a dobândit acces la situl Ciao.com, care se ocupă cu comparații de prețuri și păreri ale consumatorilor despre produsele comercializate pe piață.
În mai 2011 Microsoft a achiziționat compania americană Skype pentru 8,5 miliarde de dolari.
În Septembrie 2014, Microsoft a achiziționat compania suedeză Mojang (compania care a creat celebrul joc Minecraft) pentru 2.5 miliarde de dolari.

## Microsoft în România
Compania este prezentă în România din anul 1992. Microsoft are două centre în România, unul de suport tehnic la București și unul de dezvoltare la Timișoara, unde se dezvoltă o parte a motorului de căutare Bing. În total, în cele două centre lucrează 300 de angajați.
În iunie 2003 Microsoft a achiziționat softul antivirus RAV (Reliable Antivirus) proiectat de firma românească GeCAD.
În cursul anului fiscal 2006 – 2007 Microsoft a vândut în România 220.000 de licențe de Windows, în sistem OEM (preinstalate pe PC-urile asamblate în România), din care 35 % (77.000) au fost vânzări ale noului sistem de operare Windows Vista.

### Cifra de afaceri
- 2009: 29,7 milioane euro[16]
- 2008: 29,8 milioane euro[16]
- 2007: 22,7 milioane euro[12][17]. Profit net în 2007: 5,1 milioane euro[12][17]

## Controverse
În anii 1990 criticii susțineau că Microsoft utiliza practici monopoliste de afaceri și strategii anticompetitive, a pus restricții nerezonabile la utilizarea softului său și a folosit tactici nereprezentative de marketing. Atât Departamentul (ministerul) de Justiție al SUA cât și Comisia Europeană au ajuns la concluzia că Microsoft a încălcat legile antitrust.
În iunie 2016, Procurorii DIICOT au cerut arestarea preventivă a lui Călin Tatomir, fostul șef al Microsoft Romania, care era acuzat, alături de alte persoane, că făcea parte dintr-un grup infracțional organizat specializat în evaziune fiscală și spălare de bani care ar fi prejudiciat bugetul de stat cu 12 milioane de lei.